# Leonardo Spinazzola
Leonardo Spinazzola, född 25 mars 1993, är en italiensk fotbollsspelare. Han representerar även Italiens landslag.